# Храм иконы Божией Матери «Взыскание погибших» на Зацепе
Храм иконы Божией Матери «Взыскание погибших» на Зацепе — домовый православный храм в районе Замоскворечье города Москвы при Российском экономическом университете имени Г. В. Плеханова. Относится к Москворецкому благочинию Московской епархии Русской православной церкви.

## История
Храм возведён в качестве домовой церкви при Женском коммерческом училище Московского общества распространения коммерческого образования. Строительство здания училища с домовым храмом было начато в 1904 году по проекту архитектора Николая Шевякова. Храм был освящён 9 июня 1905 года.
В 1910—1911 годах для подготовительных классов училища по Большому Строченовскому переулку к храму пристроен двухэтажный корпус по проекту архитектора Александра Зеленко.
После 1918 года церковь на несколько лет стала приходской, а с 1929 года стала использоваться для учебных нужд Московским плановым институтом Госплана СССР, преобразованным в 1945 году в Московский государственный экономический институт, который в 1961 году был объединён с Московским институтом народного хозяйства имени Г. В. Плеханова.
Внутреннее убранство храма было практически полностью утрачено, интерьер искажён возведением межэтажных перегородок.
В 2002 году был образован и юридически зарегистрирован приход храма иконы Божией Матери «Взыскание погибших». В 2011 году администрация РЭУ предоставила приходу для совершения ежемесячных богослужений помещение, в котором когда-то располагалась алтарная часть церкви.
В 2015—2016 годах проводились интенсивные ремонтно-реставрационные работы всего корпуса бывшего Женского коммерческого училища, в ходе которых предполагалось полное восстановление храма в качестве действующего. Реставраторы — Леонид Калинин, Татьяна Кац, Дмитрий Подъяпольский, интерьеры, иконостас — Николай Аввакумов, Сергей Афонский.
Корпус был открыт после реставрации 30 августа 2016 года. 14 октября 2016 года храм был вновь освящён Святейшим Патриархом Московским и всея Руси Кириллом; в настоящее время проводятся регулярные богослужения.

## Духовенство
- Настоятель храма — протоиерей Алексий Муравейник[12].